# Slovenská ľudová republika

Slovenská ľudová republika používala maďarské státní symboly

Slovenská ľudová republika nebo též Východoslovenská republika byl název neuznaného státního útvaru, který trval od 11. do 29. prosince 1918.
Už v průběhu roku 1918 vznikla na východě Slovenska Východoslovenská národná rada (VsNR), která prohlásila východní Slováky za samostatný národ pojmenovaný Slovjaci, který chce zůstat součástí Maďarska. Když tyto výzvy nezískaly dostatečnou podporu, začala se prosazovat idea samostatné republiky, která by byla těsně spojená s Maďarskem. Za asistence maďarské armády byla v Košicích vyhlášena samostatná Slovenská ľudová republika. Do čela formálně jmenované vlády se postavil prešovský župní archivář Viktor Dvorcsák (Dvorčák). Slovenská ľudová republika proklamovala nezávislost na Praze (Československu) a úzké spojení s Maďarskem, což bylo označeno termínem „uhroslovjactvo“. Úředním jazykem SĽR se stala tzv. východniarština, vlastně kodifikované Východoslovenské nářečí. V tomto jazyce pronesl také Viktor Dvorčák svůj projev k národu:
„Všicko dostaneme, co žadame: autonomiu v kulturalnich, školskich, administračnich, političnich a pravotnych zaležitošcoch. V našej krajine Slovenska reč take mesco dostaňe, jak i uherska reč ma! Ta co inše potrebujeme? (...) A to len vo špojenosci zo s Uhrami možeme došahnuc. Sňima už 1000 roki vjedno žijeme a či oňi nas utlačovali, a dali znivočic našu reč, naš jazyk? Kdo bi to hutorel, že hej, ten bi nepravdu hutorel a cíganom bi bul (...) .“
Slovenská ľudová republika zanikla po obsazení území Košic československou armádou.